# Lost Monarch

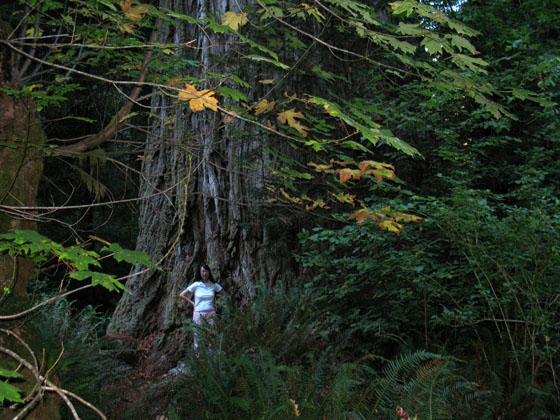
Lost Monarch

Lost Monarch is een kustmammoetboom (Sequoia sempervirens) in het Jedediah Smith Redwoods State Park in het noordwesten van de Amerikaanse staat Californië.
Zijn stam heeft een basis van 7,9 m doorsnede, en is de derde in zijn soort qua volume (1200 m³). De boom werd op 11 mei 1998 ontdekt en daarna bestudeerd door dendrologen. De boom bevindt zich in de Grove of Titans in het Jedediah Smith Redwoods State Park, samen met andere gedocumenteerde exemplaren zoals El Viejo del Norte, Sacajawea, Aldebaran en Stalagmight.
Om het plaatselijke ecosysteem te vrijwaren van toerisme, wordt de locatie van Lost Monarch geheim gehouden.